# Ernst Wetzenstein
Ernst Fritz Henrik Wetzenstein, född 19 januari 1890 i Aachen, död 26 april 1982 i Uppsala, var en tysk-svensk målare, grafiker och tecknare.
Han var son till kammarmusikern Wilhelm Wetzenstein och hans hustru Lina Byttner och från 1919 gift med Ester Anna Paula Bergström. Wilhelm studerade konst vid konsthögskolorna i  och Weimar 1908–1909 och i Sankt Petersburg 1910–1912 samt vid Wilhelmsons målarskola i Stockholm 1917–1919 och genom självstudier under resor till bland annat Ryssland, Italien, Frankrike och Skandinavien. Wetzenstein kom till Sverige under första världskriget och försörjde sig som träsnittare. Efter freden lämnade han Sverige men återvände till Uppsala efter andra världskrigets slut. 
Separat ställde han ut på bland annat Gummesons konsthall 1916 och 1918 samt på De ungas Salong 1950, i Borås 1954 och på Grafiska sällskapets lokal i Stockholm 1964 samt ett flertal gånger i Berlin och Weimar. Tillsammans med Helge Johansson ställde han ut i Uppsala 1961 och han medverkade i Sveriges allmänna konstförenings utställningar i Stockholm 191 och 1919 samt grafiktriennalen på Nationalmuseum 1965. 
Han tilldelades Uppsala kommuns kulturstipendium 1964. Hans konst består av stilleben, figurer, porträtt och landskapsskildringar utförda i olja, akvarell och gouache samt teckningar och grafik. Som illustratör illustrerade han E.T.A. Hoffmanns Die Elixiere des Teufels och Wilhelm Hauffs Phantasien im Bremer Ratskeller samt en mapp med Bilder aus Russland. Han var medlem i Verein Berliner Künstler, KRO och Grafiska sällskapet. Wetzenstein är representerad vid bland annat Moderna museet, Borås konstmuseum, Jernkontoret och Skövde konsthall.